# گمینا ووووو
گمینا ووووو (به لهستانی:  Gmina Wołów) یک گمینا در لهستان است که در شهرستان ووووف واقع شده‌است. گمینا ووووو ۳۳۱٫۰۶ کیلومتر مربع مساحت و ۲۲٬۵۷۲ نفر جمعیت دارد.